# Марлен (фільм)
Марлен (також відомий у Німеччині як «Марлен Дітріх» — Porträt eines Mythos) — документальний фільм 1984 року, знятий Максиміліаном Шеллом про легендарну кінозірку Марлен Дітріх. Створено за підтримки Bayerischer Rundfunk (BR), ОКО-фільм, Futura Film, Munich та Alive Films (США).

## Підоснова
Марлен Дітріх і Максиміліан Шелл працювали разом у стрічці «Нюрнберзький процес» у 1961 році. Дітріх стала самотньою у своїй квартирі у Парижі на авеню Монтень. Шелл намагався переконати її протягом багатьох років взяти участь в документальному фільмі про її життя. Вона постійно відмовлялася. У 1982 році, вона, зрештою, погодилася взяти участь у проєкті за умови, що вона не з'явиться на екрані. Таким чином, фільм складається зі звукових коментарів та візуальних зображень щодо її кар'єри, показавши кліпи й кадри з її фільмів, а також епізоди кінохроніки. Їй дали лише «40 годин для ефіру», про що вона нагадує Шелл під час однієї зі своїх змін. Фільм складається з інтерв'ю між Шеллом і Дітріх, в якому вона часто ігнорує його питання, робить неприємні коментарі з приводу інших речей, про осіб, з ким вона працювала, і деякі з книг, написаних про своє життя і кіно. У розмові вона зачіпає питання про сутність життя і смерті, реальності й ілюзії та народної слави. Про її неохоче бажання розкрити себе повністю у цьому шоу вона дає зрозуміти своєю поведінкою, ніж якби вона брала участь у традиційнішому форматі.

## Кліпи
Фільм містить кліпи з таких фільмів: 
- Трагедія кохання (1923)
- Небезпека перед весіллям (нім. Gefahren der Brautzeit) (1930)
- Блакитний ангел (1930)
- Марокко (1930)
- Збезчещена (1931)
- Білява Венера (1932)
- Розпутна імператриця (1934)
- Диявол — це жінка (1935)
- Бажання (1936)
- Дестрі знову в сідлі (1939)
- Громадянин Кейн (1941)
- Страх сцени (1950)
- Свідок обвинувачення (1957)
- Дотик зла (1958)
- Нюрнберзький процес (1961)
- Прекрасний жиголо — нещасний жиголо (1979)

## Нагороди та номінації
Фільм був номінований на премію Американської кіноакадемії, як найкращий документальний фільм (1986). Він здобув премію «Найкраще Виробництво» на баварському кінофестивалі, «Видатний фільм» на Німецькому кінофестивалі та «Найкращий документальний фільм» на кінофестивалі у Нью-Йорку, премію Національного товариства кінокритиків у США та нагороду серед критиків Бостону.